# Койвовк

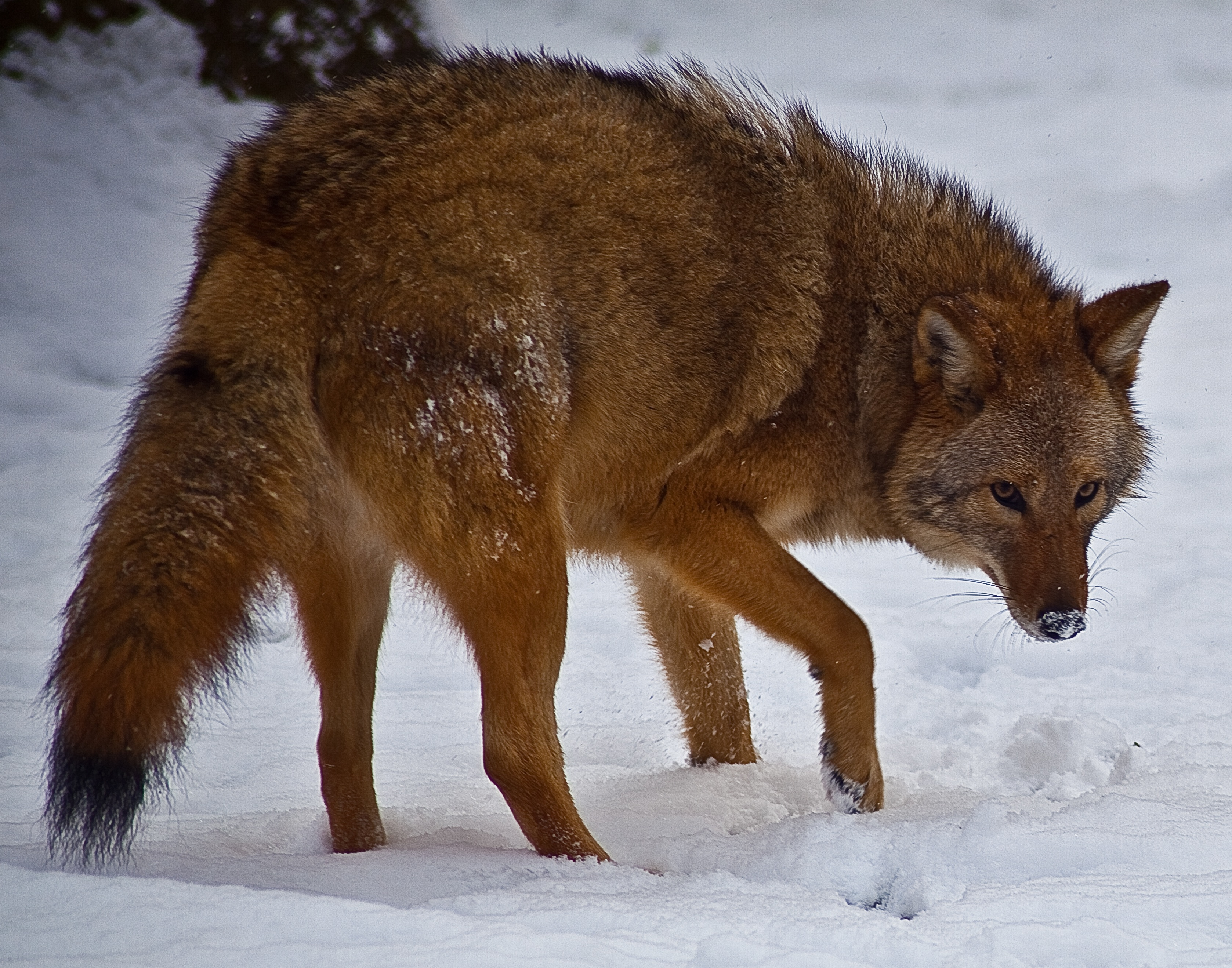
Східний койот (гібрид койота і східного вовка) у зимовій шубі.

Койвовк — природний гібрид койота і будь-якого з інших північноамериканських видів вовків — сірий вовк, рудий вовк або східний вовк. Зовні схожий з великим койотом. Койвовків досить складно відрізнити від «чистих» рудих і східних вовків, які самі по собі виглядають як помісь койота і сірого вовка; а також від сірих вовків невеликого розміру з рудим забарвленням. Однак як позначення виду персонажа койволк (або «вовк / койот») зустрічається частіше, ніж рудий вовк, східний вовк або навіть східний койот — стійкий природний гібрид койота і східного вовка.
У північній частині популяції койота гібриди койота і вовка, як правило, нагадують надзвичайно великих койотів. Максимальний зареєстрований вага подібного гібрида — понад 50 кг, у той час як койоти на півночі свого ареалу зазвичай досягають не більше 21 кг. Північного койвовка від койота можна відрізнити по вухам — біля північного койвовка вуха набагато менше, ніж у койота, а також мають досить рясне опушення посилання.